# Championnat de Pologne de football de deuxième division 2008-2009
La saison 2008-09 de la I Liga a débuté en août 2008 et se terminera en mai 2009. 
Les deux premiers du classement seront promus en 1re division, le troisième disputera avec le 14e de première division les barrages pour connaître qui des deux équipes participera à la saison 2009-10 de Orange Ekstraklasa.

## Les 18 équipes participantes
| \| Ząbki Świnoujście Jastrzębie Zdrój Gorzów Wielkopolski Katowice Łęczna Zabierzów Kielce Lublin Opole Bielsko-Biała Stalowa Wola Turek Poznań Łódź Płock Lubin Pruszków \| |
| Localisation des clubs selon leur ville d'appartenance. |
| Ząbki Świnoujście Jastrzębie Zdrój Gorzów Wielkopolski Katowice Łęczna Zabierzów Kielce Lublin Opole Bielsko-Biała Stalowa Wola Turek Poznań Łódź Płock Lubin Pruszków       |

| - Dolcan Ząbki - Flota Świnoujście - GKP Gorzów Wielkopolski - GKS Jastrzebie - GKS Katowice - Górnik Łęczna - Kmita Zabierzów - Korona Kielce - Motor Lublin | - Odra Opole - Podbeskidzie Bielsko-Biała - Stal Stalowa Wola - Tur Turek - Warta Poznań - Widzew Łódź - Wisła Płock - Zagłębie Lubin - Znicz Pruszków |

## Résultats

### Classement
Source : 90minut.pl
Règles de classement : 1. points ; 2. points particuliers ; 3. différence de buts particulière ; 4. buts inscrits particuliers ; 5. différence de buts ; 6. buts inscrits

### Barrages pour la relégation
| Match aller       | Ślęza Wrocław | 0–5 | GKP Gorzów Wielkopolski                              | Stadion Oporowska, Wrocław                       |                                                  |
| 9 juin 2009 17:00 |               |     | Drozdowicz 30e 48e · Traoré 51e 56e · Piątkowski 90e | Spectateurs : 600 Arbitrage : Sebastian Jarzębak | Spectateurs : 600 Arbitrage : Sebastian Jarzębak |
| 9 juin 2009 17:00 | Rapport       |     |                                                      | Spectateurs : 600 Arbitrage : Sebastian Jarzębak | Spectateurs : 600 Arbitrage : Sebastian Jarzębak |

| Match retour       | GKP Gorzów Wielkopolski | 1–0 | Ślęza Wrocław | Stadion OSiR, Gorzów Wielkopolski                |                                                  |
| 12 juin 2009 17:00 | Sawala 67e              |     |               | Spectateurs : 4 000 Arbitrage : Szymon Marciniak | Spectateurs : 4 000 Arbitrage : Szymon Marciniak |
| 12 juin 2009 17:00 | Rapport                 |     |               | Spectateurs : 4 000 Arbitrage : Szymon Marciniak | Spectateurs : 4 000 Arbitrage : Szymon Marciniak |

GKP Gorzów Wielkopolski se maintient en I Liga.
| Match aller       | Start Otwock   | 1–1 | GKS Jastrzębie | Stadion im. Tadeusza Ślusarskiego, Otwock        |                                                  |
| 9 juin 2009 17:00 | Kuźmińczuk 44e |     | Żbikowski 71e  | Spectateurs : 2 000 Arbitrage : Michał Mularczyk | Spectateurs : 2 000 Arbitrage : Michał Mularczyk |
| 9 juin 2009 17:00 | Rapport        |     |                | Spectateurs : 2 000 Arbitrage : Michał Mularczyk | Spectateurs : 2 000 Arbitrage : Michał Mularczyk |

| Match retour       | GKS Jastrzębie | 1–0 | Start Otwock | Stadion MOSiR, Jastrzębie-Zdrój                |                                                |
| 12 juin 2009 17:00 | Żbikowski 74e  |     |              | Spectateurs : 2 500 Arbitrage : Mariusz Złotek | Spectateurs : 2 500 Arbitrage : Mariusz Złotek |
| 12 juin 2009 17:00 | Rapport        |     |              | Spectateurs : 2 500 Arbitrage : Mariusz Złotek | Spectateurs : 2 500 Arbitrage : Mariusz Złotek |

GKS Jastrzębie se maintient en I Liga.

### Meilleurs buteurs
| # | Joueur                   | Équipe                     | Buts |
| - | ------------------------ | -------------------------- | ---- |
| 1 | Ilijan Micanski          | Zagłębie Lubin             | 26   |
| 2 | Marcin Robak             | Widzew Łódź                | 20   |
| 3 | Krzysztof Chrapek        | Podbeskidzie Bielsko-Biała | 18   |
| 4 | Łukasz Cichos            | Korona Kielce              | 12   |
|   | Emil Drozdowicz          | GKP Gorzów Wielkopolski    | 12   |
|   | Szymon Pawłowski         | Zagłębie Lubin             | 12   |
| 7 | Michał Goliński (en)     | Zagłębie Lubin             | 11   |
| 8 | Edi Andradina            | Korona Kielce              | 10   |
|   | Przemysław Oziębała (pl) | Widzew Łódź                | 10   |
|   | Adrian Paluchowski       | Znicz Pruszków             | 10   |

## Liens & références

### Liens

#### Internes
- Championnat de Pologne 2008-2009
- Coupe de Pologne 2008-2009
- Coupe de la Ligue 2008-2009

#### Externe
(pl) I Liga sur 90minut.pl